# Towarzystwo Opieki nad Majdankiem
Towarzystwo Opieki nad Majdankiem – ogólnopolska, otwarta organizacja typu non-profit, powstała z inspiracji działaczy społecznych Lublina i Lubelszczyzny, zrzeszająca tych, którym bliska była szeroko rozumiana idea upamiętniania ofiar niemieckiego obozu Majdanka oraz – później – prowadzenia badań naukowych nad jego historią. Towarzystwo działało w latach 1945–2014.
Towarzystwo – ściśle współpracując z Państwowym Muzeum na Majdanku w Lublinie – miało na celu opiekę nad byłym hitlerowskim obozem koncentracyjnym na Majdanku oraz zachowanie pamięci o martyrologii narodu polskiego i narodów świata doświadczonych dwudziestowiecznymi totalitaryzmami europejskimi. W realizacji powyższych zadań opierało się na honorowej pracy ludzi dobrej woli (nie tylko kombatantów) pragnących realizować pro publico bono cele przyświecające założycielom.

## Oddziały w Polsce
- Oddział w Białymstoku (1980–2009)
- Oddział w Krakowie
- Oddział w Lublinie
- Oddział w Warszawie
- Oddział w Zamościu

## Znani członkowie
- Władysław Gałasiński (1922–2012)
- Stanisław Zybała (1924–2002)